# Monte Moro
De Monte Moro is een 2984 meter hoge berg op de grens van Italië en Zwitserland.
De berg is vooralbekend vanwege de historische Monte Moropas (2868 m) die aan de voet van de berg ligt. Deze bergpas vormt de verbinding tussen het Walliser Saastal en Macugnaga in het het Piëmontese Valle Anzasca. Vanuit de Italiaanse zijde gaat een kabelbaan omhoog tot net onder de pas.
Vanaf een panoramaterras is bij helder weer de Monte Rosa te zien.
De route van de pas naar de top is goed gemarkeerd en op verschillende plaatsen voorzien van kabels. Op de top van de berg staat een goudkleurig Mariabeeld, de Madonna della Neve.